# Georg Häfner
Jerzy Häfner niem. Georg Häfner (ur. 19 października 1900 w Würzburgu, zm. 20 sierpnia 1942 w KL Dachau) – błogosławiony i męczennik Kościoła katolickiego, był niemieckim księdzem katolickim, proboszczem z Oberschwarzach, przeciwnikiem narodowego socjalizmu i z dezaprobatą odnosił się do pozdrowienia Heil Hitler. Należał do Trzeciego Zakonu Karmelitów Bosych. Zamęczony w niemieckim obozie koncentracyjnym, beatyfikowany 15 maja 2011.

## Życiorys

### Młodość
Urodził się w robotniczej rodzinie, jego ojciec Valentin i matka Barbara z domu Ulsamer byli pracownikami służb miejskich. 28 października 1900 na chrzcie w Katedrze św. Kiliana w Würzburgu otrzymał imiona Joseph Georg Simon. W 1918 po zdaniu matury w trybie przyśpieszonym został powołany do armii niemieckiej. W 1919 rozpoczął studia filozoficzne i teologiczne w Uniwersytecie w Würzburgu.
11 stycznia 1920 wstąpił do Trzeciego Zakonu Karmelitów Bosych i przyjmuje zakonne imię Aloysius od świętego sakramentu.

### Kapłaństwo
13 kwietnia 1924 przyjął święcenia kapłańskie z rąk arcybiskupa diecezji Bamberg i administratora diecezji Würzburga Johannes Jacobus von Hauck w kościele seminaryjnym św. Archanioła Michała w Würzburgu. Po prymicji pełnił duszpasterską posługę w Motten, Goldbach i Mürsbach. 1 września 1928 został wikarym w parafii w Altglashütten. Nie odpowiadał na pozdrowienia „Heil Hitler”, czym naraził się miejscowym nazistom.
12 listopada 1934 został proboszczem parafii w Oberschwarzach, a już w roku 1938 otrzymał od władz hitlerowskich zakaz nauczania w szkole. Od tego momentu zajęcia z religii i przygotowania dzieci do Pierwszej Komunii Świętej i bierzmowania prowadził po kryjomu. Z odwagą wypowiadał się krytycznie na temat rządów narodowych socjalistów. W sierpniu 1941 udzielił na łożu śmierci ostatniego namaszczenia funkcjonariuszowi NSDAP, który wcześniej odszedł od Kościoła katolickiego.

### Aresztowanie i męczeńska śmierć
Po ogłoszeniu tego faktu w następną niedzielę 31 października 1941 na mszy św., został aresztowany pod zarzutem podburzania ludności i mimo starań wikariusza diecezji würzburskiej Franza Miltenbergera przebywał w więzieniu. 12 grudnia 1941 bez wyroku sądowego został umieszczony w obozie koncentracyjnym w Dachau i otrzymał nr 28876. 20 sierpnia 1942 o godz. 7.20 zmarł z wycieńczenia, po długotrwałym maltretowaniu przez SS-manów i morzeniu głodem.

## Proces beatyfikacyjny
19 września 1985 Stowarzyszenie Księży z Dachau i wspólnota księży diecezji würzburskiej złożyli wniosek o rozpoczęcie procesu beatyfikacyjnego, który na poziomie diecezjalnym rozpoczął się 23 lipca 1992. 3 lipca 2009 papież Benedykt XVI wydał dekret o uznaniu ks. Georga Häfnera za męczennika. 15 maja 2011 został ogłoszony błogosławionym podczas nabożeństwa w katedrze w Würzburgu pod przewodnictwem bpa. Friedhelma Hofmanna i z udziałem prefekta Kongregacji Spraw Kanonizacyjnych kard. Angelo Amato oraz 2 tys. wiernych.